# فيرونا بوركهارد
فيرونا بوركهارد (بالإنجليزية: Verona Burkhard)‏ هي فنانة أمريكية، ولدت في 8 يونيو 1910 في باريس في فرنسا، وتوفيت في 16 يوليو 2004 في غراند جنكشن في الولايات المتحدة.